# Klaus Dirschauer

Klaus Dirschauer (2011)

Klaus Dirschauer (* 4. Juli 1936 in Neustrelitz) ist ein deutscher evangelischer Theologe und Buchautor.

## Biografie
Dirschauer besuchte die Grundschule in Kalisch im Warthegau und verbrachte seine frühe Kindheit in dem von Deutschen besetzten Polen. Seit 1946 lebt er in Bremen. Nach seinem Abitur in Bremen studierte er von 1957 bis 1964 Germanistik, Psychologie, Philosophie und Theologie an den Universitäten in Münster und Hamburg.
Nach seinem Vikariat im Klinikum Bremen-Mitte und dem Besuch des Predigerseminars in Berlin-Nikolassee übernahm er ein Gemeindepfarramt im Bremer Westen. 1972 erfolgte seine Promotion zum Doktor der Theologie an der Philipps-Universität Marburg. Er promovierte am 14. Juli 1972 in systematischer Theologie über das Thema Was trägt die moderne Theologie für den Kasus der Bestattung aus? Die Dissertationsschrift wurde unter dem Buchtitel Der totgeschwiegene Tod veröffentlicht. Im selben Jahr wurde er Ausbildungsreferent der Bremischen Evangelischen Kirche. Dirschauer war in Bremen verantwortlich für die Aus- und Weiterbildung der Geistlichen und kirchlichen Mitarbeiter. Dieses Amt hatte er bis zu seiner Pensionierung im Jahr 1999 inne. Zudem nahm er in der Vakanzzeit des religionswissenschaftlichen Lehrstuhls einen ständigen Lehrauftrag an der Universität Bremen wahr.
Dirschauer war bis 2018 Dozent am Bundesausbildungszentrum der Bestatter im unterfränkischen Münnerstadt und ist seit 2016 Dozent an der Akademie für Weiterbildung der Universität Bremen. Er veröffentlichte zahlreiche Werke zum Thema Altern, Sterben, Tod und Trauer.

### Privates
Seit 1959 war Dirschauer mit Ingeborg Dirschauer († 1993), geborene Hildebrand, verheiratet. Aus der Ehe gingen vier Kinder hervor. 1999 heiratete er Lore Dirschauer-Volkelt, geborene Hotzler, die drei Kinder in die Ehe mitbrachte. Er ist passionierter Degenfechter im Fecht Club Bremen Nord und Großvater von 13 Enkeln und vier Urenkel. Ihretwegen hat er sich in den vergangenen Jahren ausführlich mit dem Ritus und Ritualen befasst und dazu auch ein Buch geschrieben.

## Veröffentlichungen (Auswahl)
- Der schlichte Sarg – kein Erdmöbel oder Ewigkeitsschrein. Anmerkungen zur Geschichte eines Bestattungsutensils. DtPfBl 123 J.,11/2023, S. 684–688.
- Herzliches Beileid: Ein kleiner Knigge für Trauerfälle. Claudius Verlag, München 2020, ISBN 3-532-62853-8.
- Die Sprachkompetenz des Bestatters. Kondolieren, beraten und beistehen. bestattungskultur 3.2019, 26-30.
- Mit Worten begraben: Traueransprachen entwerfen und gestalten. Donat Verlag, 2. Aufl., Bremen 2018, ISBN 978-3-943425-08-6.
- An den Tod oder nicht an den Tod glauben …. bestattungskultur 7–8,2018,S. 20–23.
- Aus heiterem Himmel: Der Absturz eines Lebens. Unfassbares gefasst mitteilen. bestattungskultur 6.2018, S. 17–21.
- Abschied mit Stil. Beispiel für die Bestattung eines stadtbekannten Architekten. bestattungskultur 2.2017. S. 28–31.
- Der Pfarrer bleibt aus. Wie aus der Not eine Tugend wurde. bestattungskultur 1.2017, S. 12–15.
- Was ist eine würdige Bestattung? Der Versuch einer ethischen Definition. Hrsg. Oliver Wirthmann und Klaus Dirschauer, Bestattung zwischen Tradition + Aufbruch.
- Beiträge zu Kultur, Recht und verbandlichen Perspektiven im 21. Jahrhundert. Düsseldorf 2016, S. 221–229. ISBN 978-3-936057-54-6.
- Die Verstorbenen in der eigenen Biographie. bestattungskultur 4.2015, S. 18–21.
- Rituale – Oasen im Leben. Mit einem Glossar zu Festtags- und Alltagsriten. Donat Verlag, Bremen 2014, ISBN 978-3-943425-25-3.
- Mit Worten begraben: Traueransprachen entwerfen und gestalten. Donat Verlag, Bremen 2014, ISBN 978-3-943425-08-6.
- Herzliches Beileid. Ein kleiner Knigge für Trauerfälle. Claudius Verlag, München 2009, 3. Aufl. 2011, ISBN 978-3-532-62402-9.
- Worte zur Trauer. 500 ausgewählte Weisheiten und Zitate für Todesanzeigen und Kondolenzbriefe. Claudius Verlag, München 2005, 5. Aufl. 2011, ISBN 3-532-62319-6.
- Traueransprachen persönlich gestalten. Konzepte, Mustertexte, Formulierungshilfen. Claudius Verlag, München 2006, ISBN 3-532-62339-0.
- Das Leben wird durch das Sterben wachgehalten. Musterreden für den Todesfall. Düsseldorf 2002. 2. Aufl. 2008, ISBN 978-3-936057-08-9.
- Mit Richard Boeckler: Emanzipiertes Alter. Ein Sachbuch, Göttingen 1990, ISBN 3-525-62321-6.
- Emanzipiertes Alter. Ein Werkbuch, Göttingen 1990, ISBN 3-525-62322-4.
- Altenstudie. Standortbestimmung der Kirche. Donat Verlag, Bremen 1987, ISBN 3-924444-30-7.
- Leben aus dem Tode. Grundlegung christlicher Frömmigkeit. Chr. Kaiser, 1986, ISBN 3-459-01219-6.
- Der totgeschwiegene Tod. Theologische Aspekte der kirchlichen Bestattung. Schuenemann Universitätsverlag, Bremen 1973, ISBN 3-7961-3040-2.